# Alexis (autobus)
Pour les articles homonymes, voir Alexis.
Alexis était un système d'information en temps réel mis en place sur plusieurs lignes de la Régie autonome des transports parisiens (RATP). Il a ensuite été progressivement remplacé par son successeur SIEL, fonctionnellement proche ; ainsi le précurseur, plus encombrant et moins souple, s'est effacé au profit du système actuellement en service.
Le système a vu le jour en 1993 et était présent sur quatre lignes : la ligne de tramway T1, le Trans-Val-de-Marne (Tvm) et les lignes de bus 26 et 29. Le système sera progressivement arrêté et remplacé par le SIEL, la dernière ligne équipée fut le Tvm jusqu'en août 2003.